# جبل المنيفة
جبل المنيفة أو جبل منيفة هو جبل يقع على بعد 20 كيلومترًا شمال مدينة عينونة بالقرب من وادي هروب (أحد روافد وادي عفال) في شمال غرب المملكة العربية السعودية.
ينتمي جبل المنيفة إلى جبال مدين التي تعد امتداداً لجبال السروات القسم الشمالي لسلسلة جبال الحجاز يبلغ ارتفاع قمته 1125 مترًا فوق مستوى سطح البحر، إلى الشمال تقع جبال المرة (879 م) وإلى الجنوب منه جبل الزهد (1980م).

## تاريخ
على أساس أن هروب هو تحويل من جبل هرب المقدس، في أوائل القرن العشرين اقترح الويس موسيل وهـ. فيلبي بشكل مستقل أن المنيفة كانت جبل التوراة في سيناء.
أشار تشارلز ويتاكر، في أطروحته للجامعة المعمدانية في لويزيانا، أن الجبل المذكور هو جبل اللوز القريب من جبل المنيفة. حيث تم العثور هناك على نقوش قديمة ولوحات صخرية، بالإضافة إلى ذلك، تعد التضاريس مناسبة للمعالم الطبيعية الموجودة في الكتاب المقدس.

## انظر ايضاً
- منطقة تبوك
- جبل أجا وسلمى
- جبل طويق
- جبل اللوز

## وصلات خارجية
- خريطة حقل NH-36-SE